# Youlthorpe with Gowthorpe

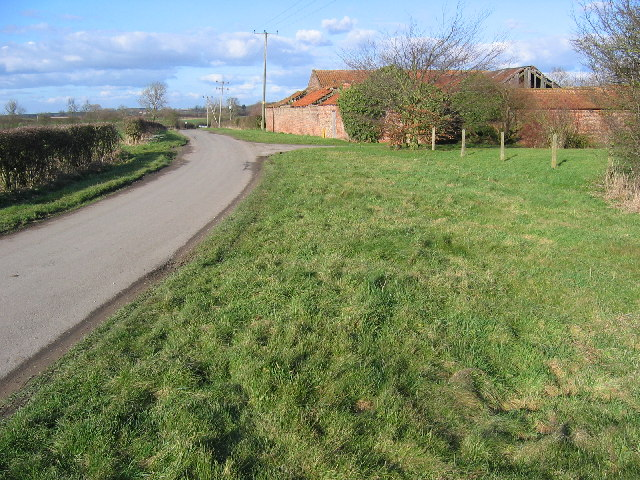
Gowthorpe

Youlthorpe with Gowthorpe var en civil parish från 1866 till 1935 då den blev en del av Bishop Wilton, i grevskapet East Riding of Yorkshire, i England. Civil parish var belägen 6 km från Pocklington och hade 66 invånare år 1931.